# 2017년 도널드 트럼프 대통령 취임식
제45대 미국 대통령으로 도널드 트럼프의 취임식은 트럼프의 첫 대통령 임기와 마이크 펜스의 유일한 부통령 임기의 시작을 알렸다. 2017년 1월 20일 금요일 워싱턴 D.C.의 미국 국회의사당 서쪽 전면에서 열린 이 공개 행사에 약 30만 명에서 60만 명이 참석했다. 이 행사는 제58회 대통령 취임식이었다. 2017년 1월 17일부터 21일까지 워싱턴 D.C.에서 열린 취임 행사에는 콘서트, 취임 선서식, 의회 오찬, 퍼레이드, 취임 무도회 및 다종교 취임 기도회가 포함되었다. 이 취임식은 전 세계적으로 시위의 대상이 되었다.
미국의 연방 대법원장 존 로버츠가 주관한 대통령 선서는 미국 헌법 제2조 제1항 제8호 및 제20차 개정안에 따라 트럼프가 대통령이 된 후 첫 임무로 수행했으며, 부통령 선서는 펜스가 부대법원 클래런스 토머스가 주관하여 그 직전에 행해졌다. 트럼프는 자신의 성경과 링컨 성경 두 권의 성경에 왼손을 얹고 취임 선서를 했다.
취임일 당시 70년 220일세였던 트럼프는 역대 대통령 중 가장 나이가 많았다. 4년 후인 2021년에는 조 바이든이 78년 61일세로 트럼프를 넘어섰다. 트럼프의 두 번째 취임식은 정확히 8년 후인 2025년 1월 20일이었다.

## 맥락
이 취임식은 2016년 미국 대통령 선거에서 11월 9일 2016년에 당선인 대통령 당선인이 되면서 시작된 도널드 트럼프의 대통령직 전환의 공식적인 절정이었다. 트럼프와 그의 러닝메이트인 마이크 펜스는 2016년 12월 19일 선거인단에 의해 공식적으로 선출되었다. 2017년 1월 6일 의회의 합동 회의에서 선거인단 투표 집계에 의해 승리가 확정되었다.

## 계획

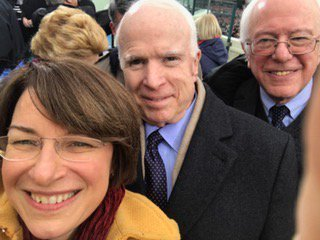
관객석의 에이미 클로버샤, 존 매케인 상원의원, 버니 샌더스 상원의원의 셀카

취임식은 주로 두 위원회, 즉 미국 의회 취임식 합동 위원회와 2017년 대통령 취임 위원회에 의해 계획되었다. 선거는 2016년 11월 8일로 예정되어 있었지만, 의회 위원회는 9월 21일부터 취임식 단상 건설을 시작했다.
공연을 제안받은 여러 예술가들은 거절했으며, 그중에는 원래 공연할 예정이었으나 재고 끝에 프로그램에서 철회한 제니퍼 할리데이도 있었다.

### 합동 의회 위원회
대통령 당선인 트럼프와 부통령 당선인 펜스를 위한 취임 선서식과 취임 오찬은 합동 의회 취임 위원회에서 계획했으며, 이 위원회는 미주리주의 로이 블런트 상원의원(위원장), 켄터키주의 미치 매코널 상원의원과 뉴욕주의 척 슈머 상원의원 등 상원 원내 지도자, 위스콘신주의 폴 라이언 하원 의장, 캘리포니아주의 케빈 매카시 하원의원과 캘리포니아주의 낸시 펠로시 하원의원 등 하원 원내 지도자로 구성되었다. 이 위원회는 미국 상원 규칙 및 행정 위원회의 감독을 받았다.
합동 의회 취임 위원회는 "우리의 헌법 시스템의 독특한 미국적 표현"으로서 취임식을 강조하고 평화적 정권 이양을 강조하기 위해 취임식 주제를 "독특한 미국적 (Uniquely American)"으로 선정했다.
취임 위원회는 2016년 12월 21일 1월 20일 취임 행사 전체 일정을 발표했다. 제58차 취임식에 대한 군사 지원은 국가 수도 지역 합동 태스크포스가 조정했으며, 군악대, 군악대, 의장대, 의전병, 사격대, 예포대를 제공했다.

### 대통령 취임 위원회

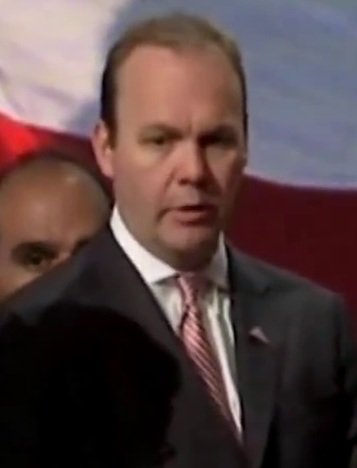
릭 게이츠는 취임식 부위원장이었다.

2017년 대통령 취임 위원회는 미국 대통령 당선인과 부통령 당선인의 지시에 따라 콘서트, 퍼레이드, 무도회, 기도회 등 여러 취임 관련 행사를 주관했다. 위원회 위원장은 부동산 투자자이자 오랜 트럼프 친구이자 동맹이며 콜로니 캐피탈의 설립자인 토마스 J. 배락 주니어였다. 위원회의 공동 위원장은 루이스 M. 아이젠버그와 로이 베일리였다. 위원회 위원으로는 카지노 거물 셸던 애덜슨과 미리암 애덜슨, 스티브 윈, 필 러핀, 석유 및 가스 기업가 해럴드 햄, 사업가이자 영화 제작자 다이앤 헨드릭스, 석탄 사업가이자 자선가 조 크래프트, 게일 아이칸(칼 아이칸의 아내), 댈러스 주민 레이 워시번, 젠트리 비치, 로이 베일리, 뉴욕 제츠의 구단주 우디 존슨 등이 있었다.
취임 위원회는 전례 없는 "100만 달러 이상을 기부한 부유한 기부자들"로부터 1억 7백만 달러를 모금했다. 이는 이전 어떤 취임 위원회보다 두 배 많은 금액이었다. 관찰자들은 실제 취임식 비용이 그 금액의 일부에 불과했을 것이며, 시민운동단체 공공 시민은 나머지 자금의 행방을 파악하려고 노력해왔다. 위원회 관계자들은 남은 자금을 자선 단체에 기부하는 방안을 검토 중이라고 밝혔다. 2017년 9월, 위원회는 세 곳의 허리케인 구조 단체에 3백만 달러를 기부했다고 밝혔다. 또한 백악관과 부통령 마이크 펜스의 워싱턴 관저를 재단장하는 데도 unspecified amount가 사용되었다. 위원회 의장인 토마스 배락은 추가적인 자선 기부 정보가 2017년 11월에 공개될 것이라고 말했지만, 그러한 발표는 없었다. 취임 위원회는 2017년 October월 기준 기준 은행에 280만 달러가 있다고 보고했다.
2018년 2월 15일에 공개된 세금 서류에 따르면, 위원회는 2017년에 500만 달러를 자선 단체에 기부했다. 이는 이전에 발표된 허리케인 구호 기부, 백악관 역사 협회, 부통령 관저 재단에 대한 기부금이었다. 위원회 지출의 대부분인 5,700만 달러는 4개의 이벤트 기획 회사에 지급되었다. 가장 큰 금액인 2,600만 달러는 멜라니아 트럼프의 절친한 친구이자 고문인 스테파니 윈스턴 울코프가 2016년 12월에 설립한 캘리포니아 회사 WIS 미디어 파트너스에 지급되었다. 울코프의 직원들은 취임식 기획 기간 동안 트럼프 인터내셔널 호텔에 머물렀다. 울코프는 취임식으로 약 50만 달러를 개인적으로 받았다. 2,400만 달러는 텔레비전 프로듀서 마크 버넷이 설립한 독립 조직인 "취임 프로덕션"에 여러 행사의 무대 제작을 위해 지급되었다. 위원회는 약 1,500만 달러의 행정 비용을 보고했는데, 여기에는 940만 달러의 여행 경비와 208명 직원의 급여 및 복리후생비 460만 달러가 포함되었다. 위원회는 트럼프 인터내셔널 호텔에서 150만 달러 이상을 지출했다. 이방카 트럼프는 게이츠와 울코프가 트럼프 인터내셔널 호텔의 총지배인 미카엘 다멜린쿠르가 자신들에게 시가보다 높은 요금을 청구하려 했다고 불평한 후, 위원회가 호텔의 대통령 무도회장과 회의실을 하루 175,000달러에 이용할 수 있도록 협상하는 데 도움을 주었다.

## 취임 전 행사

### 외교관 정상회담: 의장단 글로벌 만찬

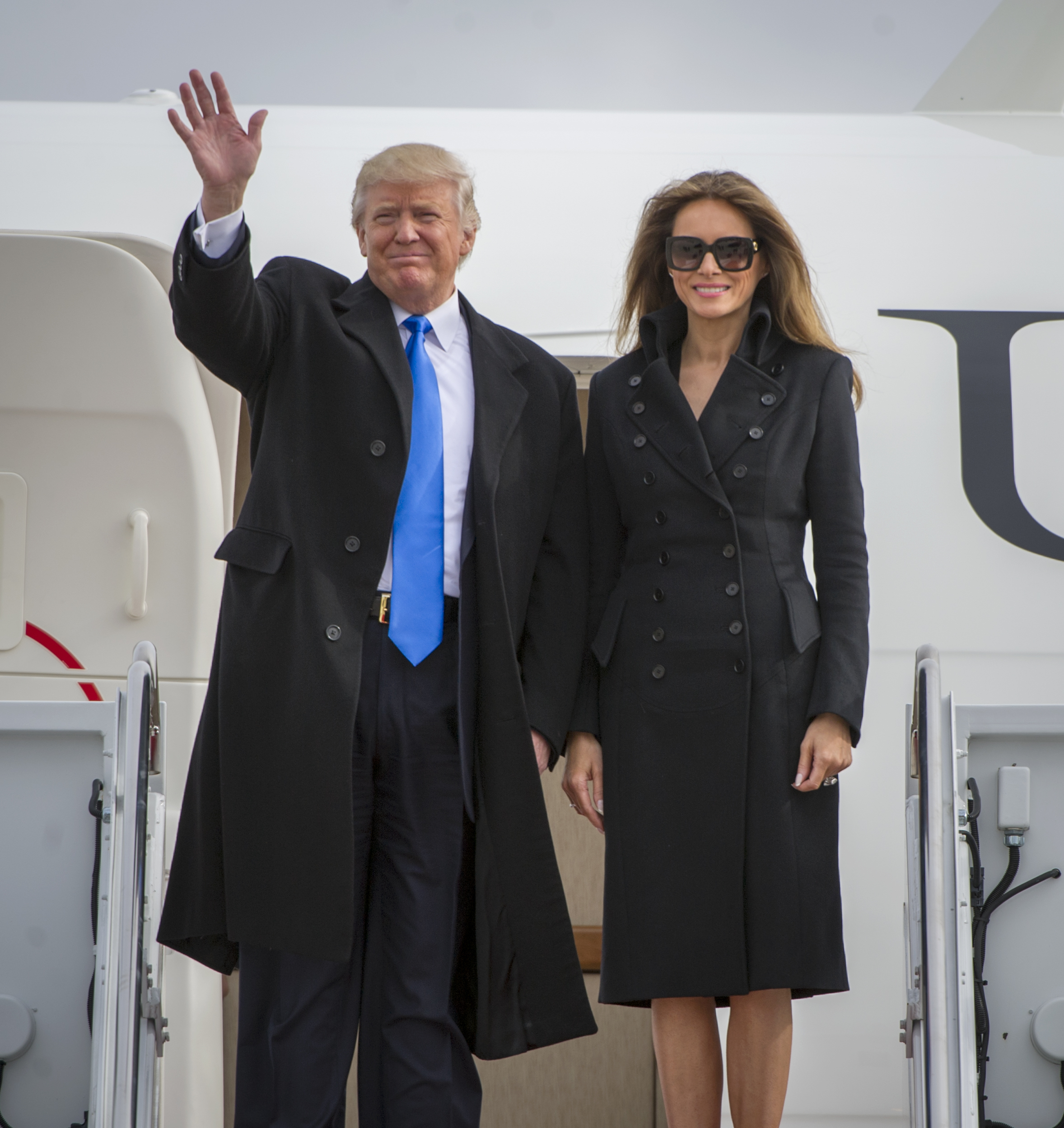
당시 대통령 당선인 트럼프와 그의 아내 멜라니아 트럼프가 취임식을 위해 워싱턴 D.C.의 앤드루스 합동기지에 도착하고 있다.

1월 17일 화요일, 당시 대통령 당선인 트럼프는 워싱턴 D.C.에 도착하여 "의장단 글로벌 만찬"이라는 고위급 만찬에 참석했다. 이 만찬은 외국 외교관들과 새로 출범할 트럼프 행정부 관리 및 임명자들 간의 소개를 위한 자리였다. 이 만찬은 블랙 타이 초대 전용 행사였으며, 월스트리트 저널에 의해 취임식 전 가장 중요한 행사로 묘사되었다. 트럼프와 부통령 당선인 마이크 펜스가 모두 모임에서 연설했다. 이 행사는 앤드루 W. 멜런 강당에서 열렸다.
취재 기자들에 따르면, 트럼프가 존 케리를 이어 국무장관으로 지명한 렉스 틸러슨, 전 뉴욕 시장 루돌프 줄리아니, 국가안보보좌관 지명자 마이클 T. 플린, 그리고 이스라엘 대사 론 더머가 참석했다. 총 500명의 손님 중 200명 이상의 외국 외교관이 이 행사에 참석했다. 트럼프는 모임에서 한 연설에서 지금까지 내각 직위로 선택된 인물들과 펜스를 부통령으로 선택한 것을 칭찬했다. 보스턴 글로브와 AP 통신에 따르면, 메뉴에는 겨자 농어와 필레 미뇽이 주 요리로, 베이크트 알래스카가 디저트로 포함되었다.

### 국민의 소리 콘서트
1월 19일 오전과 오후에는 링컨 기념관에서 "국민의 소리"라는 제목의 종일 공개 콘서트가 열렸다. 콘서트에는 킹스 아카데미 (웨스트 팜 비치, 플로리다) 합창단, 공화당 힌두교 연합, 몽고메리 지역 고등학교 마칭 밴드, 말라나 반후스, 모리 NJROTC 의장대, 매더와스카의 자랑, 웨벨로스 177단, 노던 미들 스쿨 명예 합창단, 아메리칸 탭 컴퍼니, 에버렛 고등학교 바이킹 마칭 밴드, 트윌타스틱 배턴 트윌링 그룹, 그리고 세 개의 백파이프 그룹이 출연했다.

### 알링턴 국립묘지 헌화식

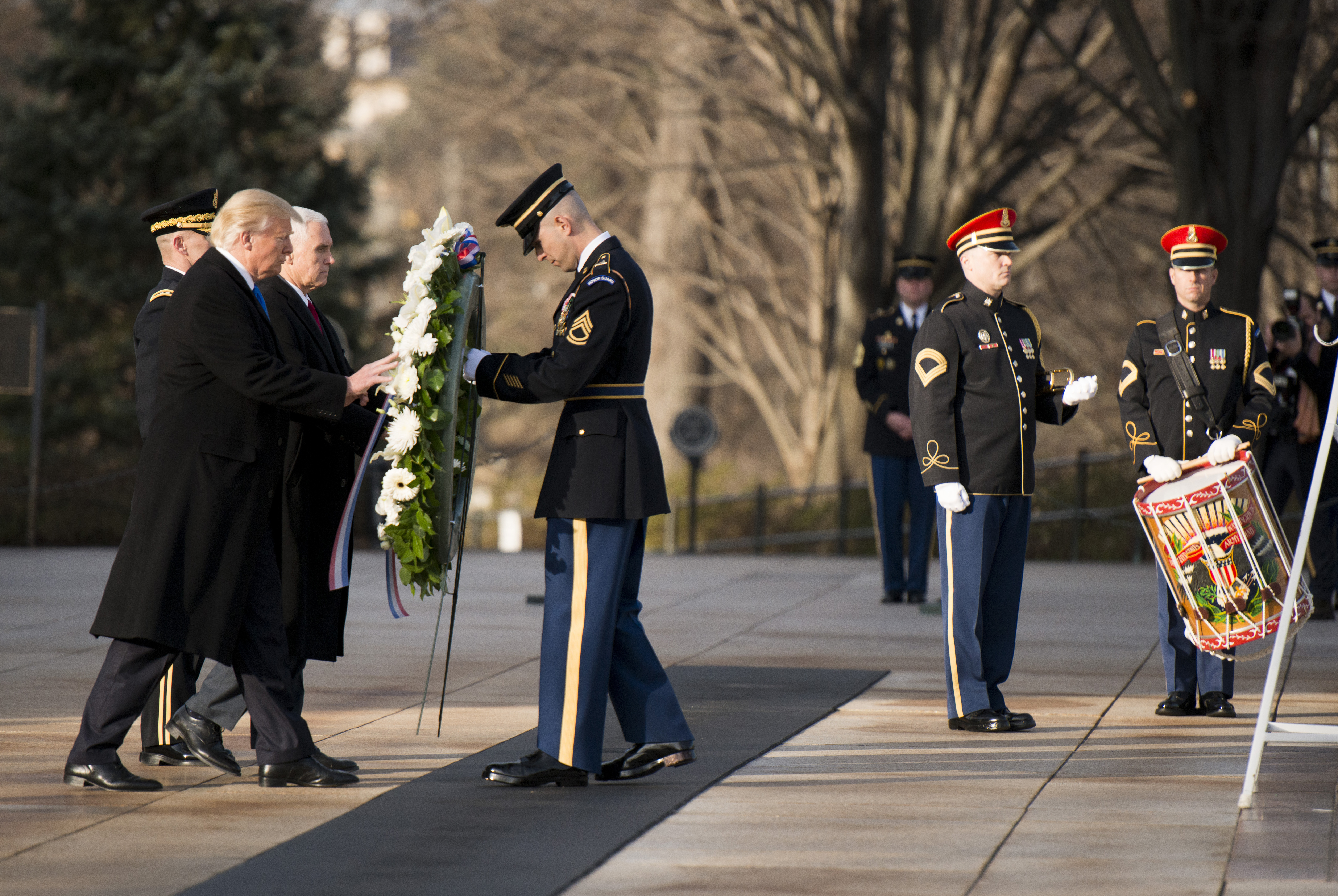
도널드 트럼프와 마이크 펜스가 무명 용사의 묘지에서 헌화식에 참석하고 있다.

뉴욕으로 돌아왔던 트럼프는 1월 19일 목요일, 미 공군 비행기를 타고 앤드루스 합동기지에 도착하여 워싱턴 D.C.로 다시 돌아왔다.
트럼프와 부통령 당선인 펜스는 옛 우체국 건물에 있는 트럼프 호텔에서 오찬에 참석했고, 그 후 아내와 가족들과 함께 알링턴 국립묘지의 무명 용사의 묘에서 공식 헌화식에 참석했다. 트럼프와 펜스는 식장에서 브래들리 베커 소장의 안내를 받았다. 알링턴 국립묘지는 40만 명 이상의 사람들이 묻혀 있는 곳으로, 대부분 군인, 명예 훈장 수여자, 고위 정치인들이다.

### 미국을 다시 위대하게 콘서트
1월 19일 저녁, 트럼프는 다음 날 취임식에 참석할 지지자들을 위한 콘서트인 "미국을 다시 위대하게! 환영 축하 행사"를 주최했다. 링컨 기념관 계단에서 열린 이 콘서트에는 리 그린우드 ( "신이 미국을 축복하시길"을 공연), 토비 키스, 3 도어스 다운, DJ 라비드럼, 피아노 가이스, 그리고 프론트맨 오브 컨트리 (팀 러슐로우, 래리 스튜어트, 리치 맥도날드)의 공연이 있었다. 트럼프는 행사 말미에 지지자들에게 연설하며 "잊힌 남자와 잊힌 여자는 더 이상 잊히지 않을 것"이라고 말했다. 배우 존 보이트도 이 행사에서 "우리는 트럼프 씨에 대한 모든 부정적인 거짓말을 신이 뒤집을 수 있을지 알 수 없는 숨 막히는 선전 공세를 목격해왔다. 트럼프 씨의 유일한 바람은 미국을 다시 위대하게 만드는 것이었다"고 말했다. 콘서트는 불꽃놀이와 미군 합창단과 밴드가 "공화국 전투찬가"를 연주하며 마무리되었다.

### 교회 예배 및 백악관 리셉션

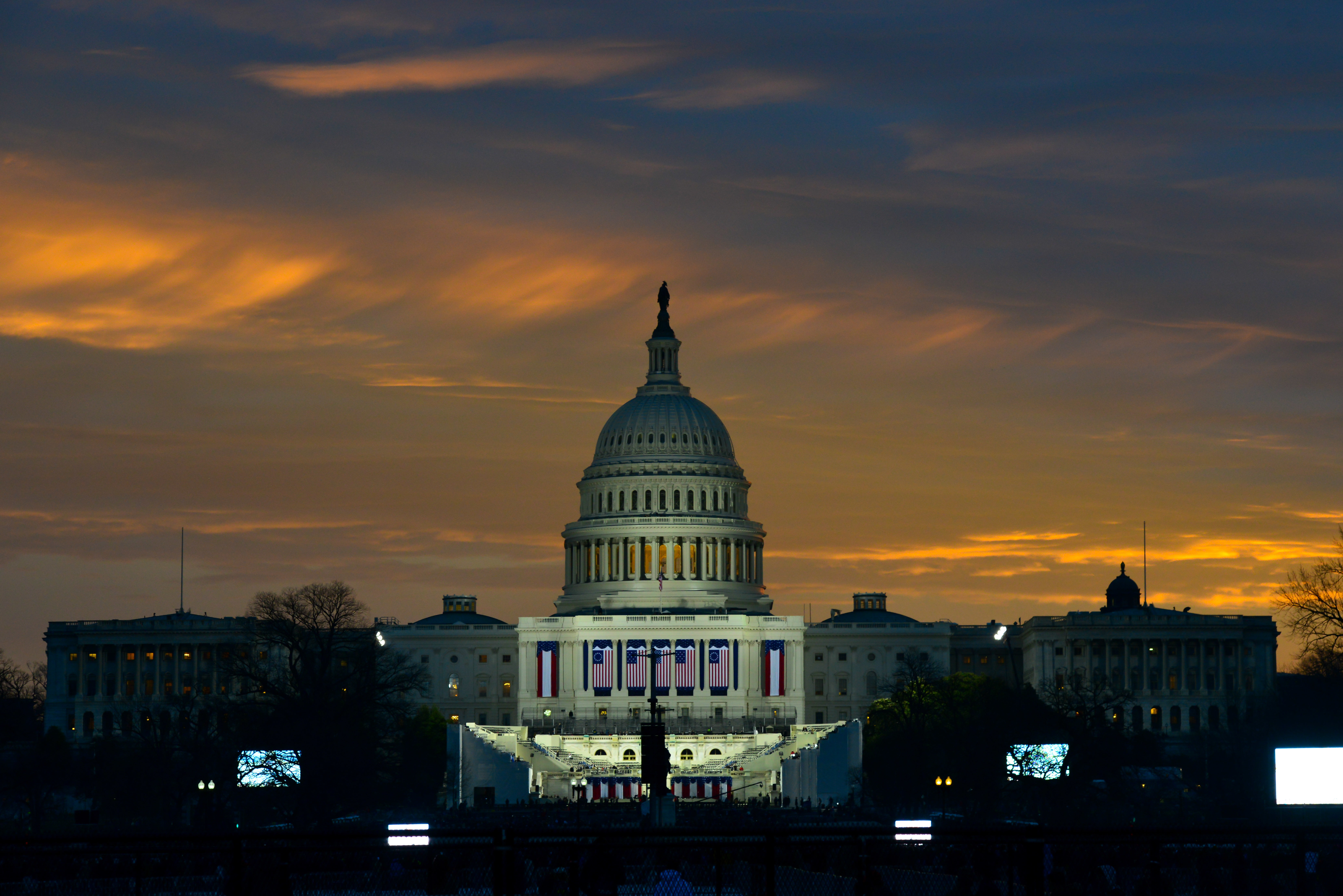
취임식 당일 아침 해가 뜨기 시작할 무렵 미국 국회의사당에서 준비 중인 모습

취임식 당일인 1월 20일 아침, 백악관과 가깝기 때문에 차기 미국의 대통령 당선인이 전통적으로 사용하는 집인 블레어 하우스에서 밤을 보낸 후, 도널드 트럼프와 그의 아내 멜라니아 트럼프, 그리고 마이크 펜스와 그의 아내 카렌은 세인트 존스 성공회 교회에서 교회 예배에 참석했다. 이 전통은 제임스 매디슨 때부터 시작되어, 그 이후의 모든 미국 대통령은 취임식 당일 아침에 교회 예배에 참석했다. 예배는 선거 기간 동안 트럼프를 위해 선거 운동을 했던 남침례회 목사이자 로버트 제프리스가 주도했다.
교회 예배 후, 트럼프와 그의 아내는 백악관으로 가서 버락 오바마 대통령과 영부인 미셸 오바마를 만났다. 오바마 부부는 트럼프 부부를 맞이했고, 멜라니아는 오바마 부부에게 선물을 주었다. 그런 다음 그들은 백악관 프레스 코어 앞에서 사진을 찍었다. 선물 증정은 미셸 오바마가 2009년 남편의 취임식 당일에 조지 W. 부시와 로라 부시에게 선물을 주면서 시작된 전통이었다. 이후 그들은 조 바이든 부통령과 그의 아내 질 바이든, 그리고 마이크 펜스와 그의 아내 카렌 펜스와 함께 백악관 내부에서 차 리셉션을 열었다. 전통에 따라 대통령과 대통령 당선인 간의 만남 후 그들은 대통령 의전차량 리무진을 함께 타고 취임식을 위해 국회의사당으로 향했다.

## 취임 행사

### 식전 행사

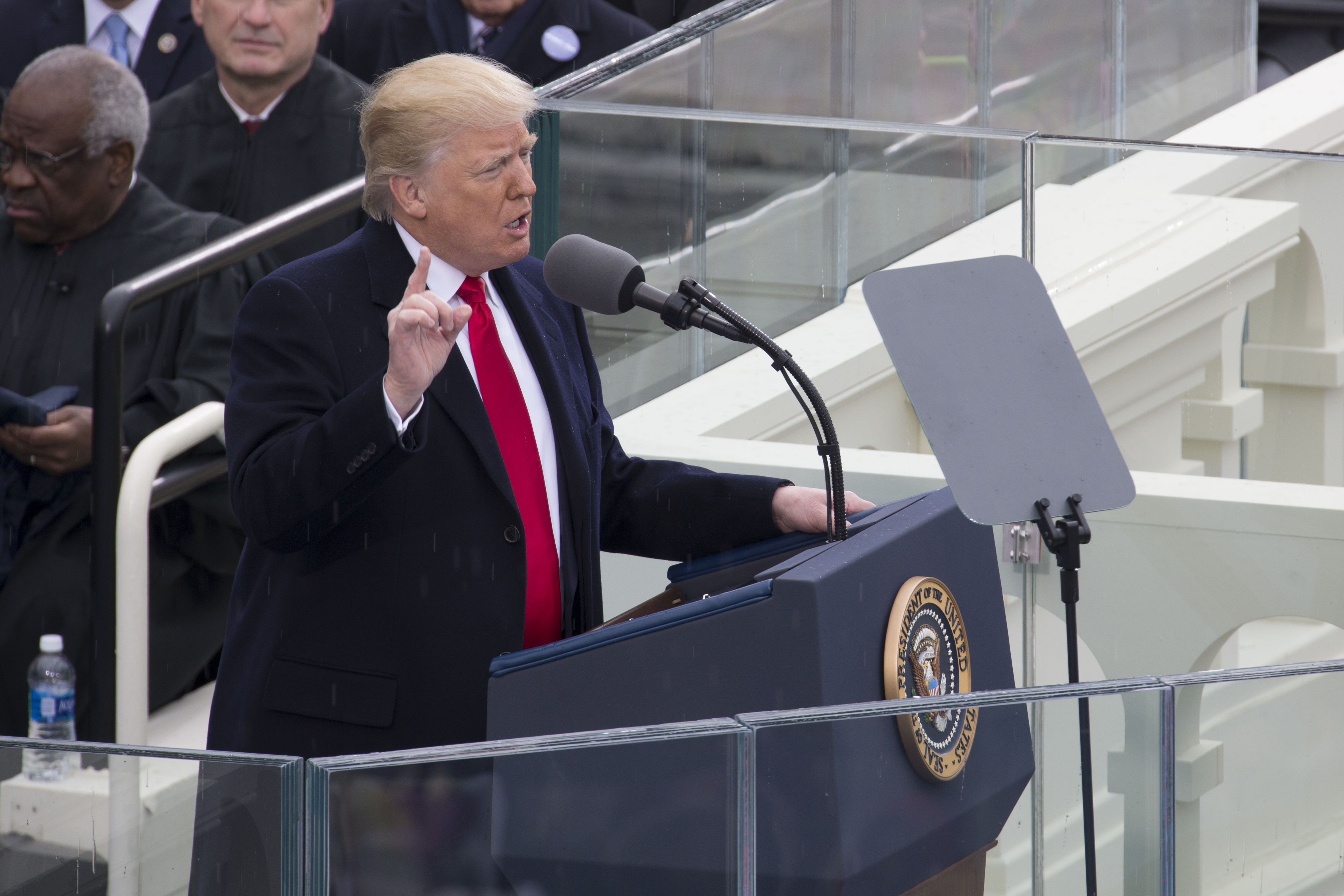
취임 선서식 후 취임 연설을 하는 트럼프 대통령

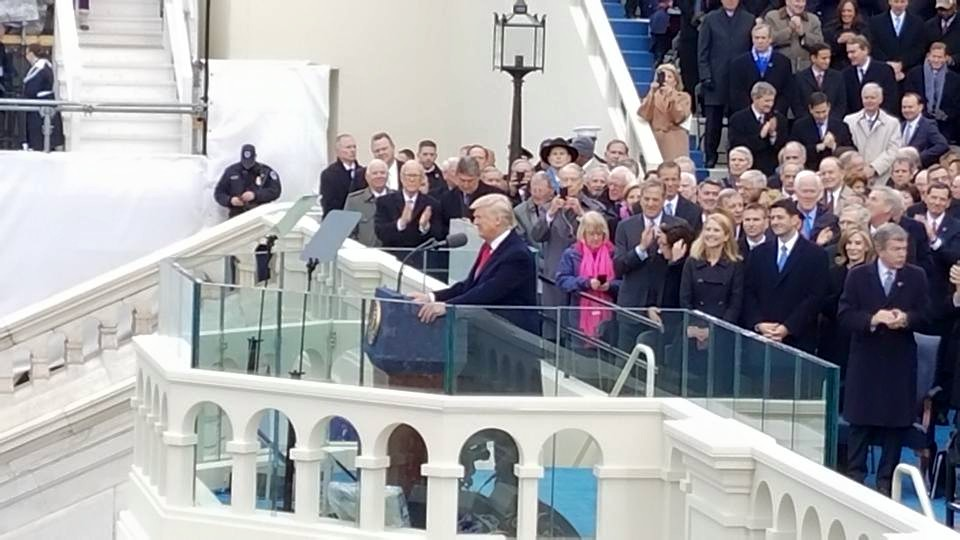
도널드 트럼프는 제45대 미국 대통령으로서 16분간 첫 연설을 했다.

행사가 열린 국회의사당 서쪽 정면에서 3.1마일 떨어진 로널드 레이건 워싱턴 내셔널 공항의 정오 날씨는 48°F (9°C), 풍속 5마일, 흐린 날씨였다.
퇴임하는 미국 대통령 버락 오바마, 퇴임하는 미국 부통령 조 바이든 (그는 나중에 2020년에 트럼프를 꺾고 2021년에 제46대 대통령으로 취임), 전 미국 대통령 지미 카터, 빌 클린턴, 조지 W. 부시, 그리고 전 미국 부통령 댄 퀘일과 딕 체니 및 그들의 배우자들은 취임식에 참석했다. 트럼프의 2016년 주요 상대였던 힐러리 클린턴도 포함되었다 (클린턴은 낙선 후보가 아니라 전 퍼스트 레이디 자격으로 참석했다). 전 미국 대통령 조지 H. W. 부시와 전 퍼스트 레이디 바버라 부시는 건강 문제로 참석할 수 없었으며, 전 미국 부통령 월터 먼데일과 앨 고어도 불참했다.
로이 블런트는 오전 11시 41분에 취임식을 시작하며 국가의 "평범하고 기적적인" 평화로운 정권 이양 전통에 대한 환영사를 전했다. 미 해군 콘서트 밴드의 수석 음악가이자 콘서트 사회자였던 코트니 윌리엄스는 3회 연속 취임식에서 단상 아나운서로 복귀했다. 세 명의 종교 인사가 성찬을 드린 후, 미주리 주립대학교 합창단이 오리지널 곡인 "Now We Belong"을 공연했다. 짧은 연설 후, 척 슈머는 모두에게 부통령 취임 선서에 맞춰 일어서 달라고 요청하며 연설을 마쳤다.

#### 취임 선서

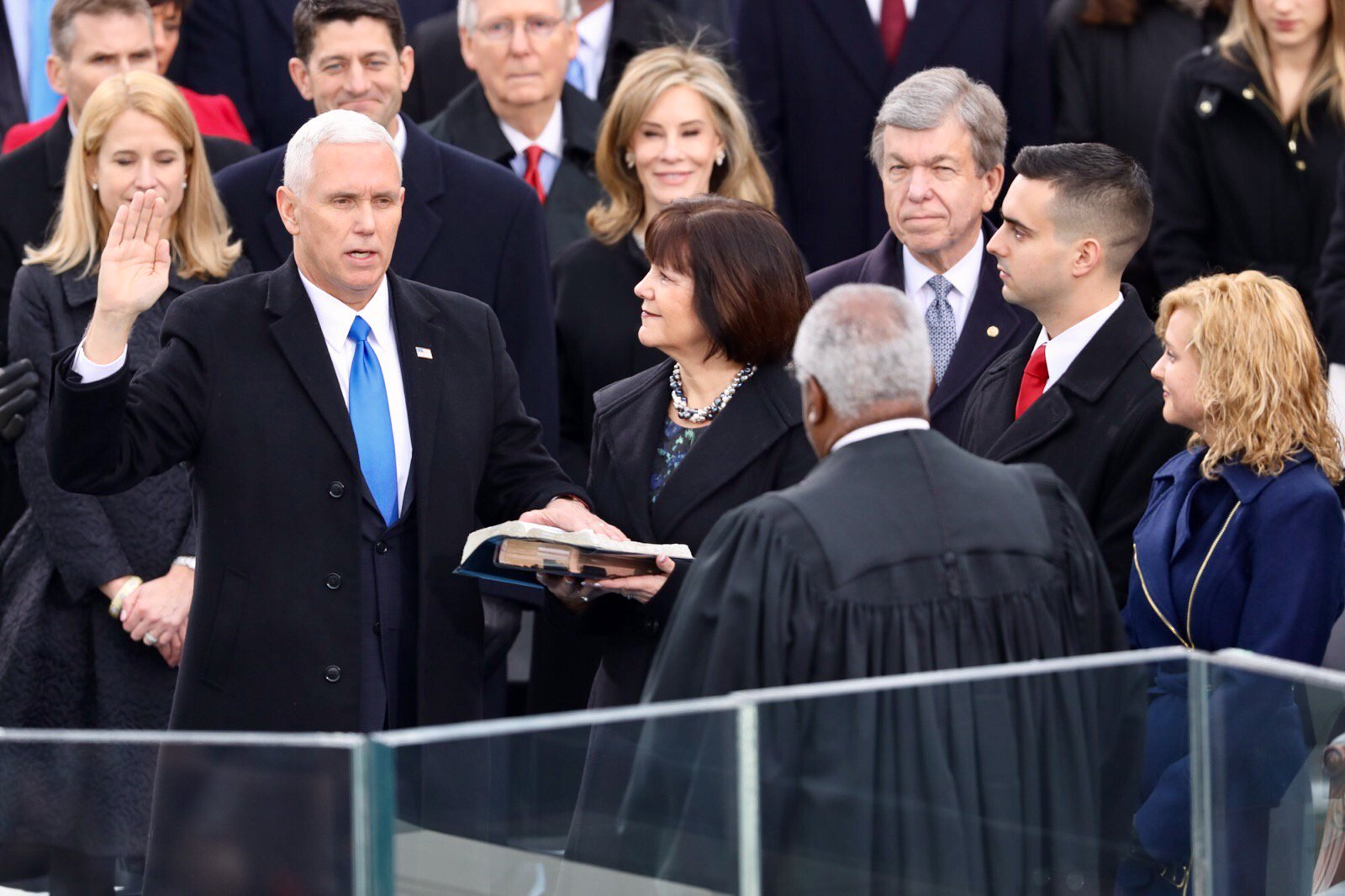
2017년 1월 20일 클래런스 토머스 대법관이 펜스를 부통령으로 취임시키는 모습

오전 11시 54분, 대법관 클래런스 토머스는 마이크 펜스를 제48대 미국의 부통령으로 취임시켰다. 펜스는 자신의 성경과 펜스를 공화당에 가입하도록 영감을 준 정치인 로널드 레이건의 성경에 손을 얹고 선서했다. 이어서 솔트레이크 성전 태버내클 합창단의 "미국은 아름다워라" 공연이 이어졌다. 정오에 트럼프는 대법원장 존 로버츠에게 선서하여 제45대 미국 대통령이 되었다. 트럼프는 어머니가 선물한 성경과 역사적인 링컨 성경 두 권의 성경을 사용하여 취임 선서를 했다. 취임 선서 후, 미 해병대 밴드는 "대통령 행진곡"을 연주했고 트럼프는 그를 기리는 전통적인 21발 예포를 받았다.

#### 취임 연설
트럼프 대통령은 이어서 16분간 1,433단어의 취임 연설을 했다. 이 연설은 지미 카터의 1977년 취임 연설 이후 가장 짧은 취임 연설이었다.
2016년 12월 말, 트럼프는 방문객들에게 존 F. 케네디와 로널드 레이건의 이전 취임 연설을 영감의 원천으로 언급하며 취임 연설의 초안을 작성하고 있다고 말했다. 트럼프는 "자신이 직접 연설을 썼다고 공개적으로 주장했지만" 월스트리트 저널 등은 스티븐 밀러와 스티브 배넌 트럼프 선임 보좌관이 작성했다고 보도했다.
이 연설은 국민주의적이자 포퓰리즘적인 어조를 띠며, 절대주의 그리고 민주주의에 대한 불신을 암시했다. 로스앤젤레스 타임스는 이 연설을 "트럼프의 선거 유세 연설의 축약판으로, 구체적인 정책은 없고 미국을 자신들의 이익을 위해 약탈한 지배 계급에 대한 분노의 감정이 크게 담겨 있다"고 묘사했다. 역사학자들과 연설문 작성자들은 이 취임 연설을 미국 역사상 "가장 불길한" 연설 중 하나로 평가하며, 이례적으로 어둡고 암울한 분위기를 풍겼다고 지적했다.
트럼프는 미국을 "버려진 공장, 경제적 불안, 증가하는 범죄의 땅"으로 묘사하며 "미국 대학살"이라고 칭한 것을 끝내겠다고 맹세했고, "미국 정치의 새로운 시대"를 약속하면서 미국을 디스토피아적인 시각으로 묘사했다.

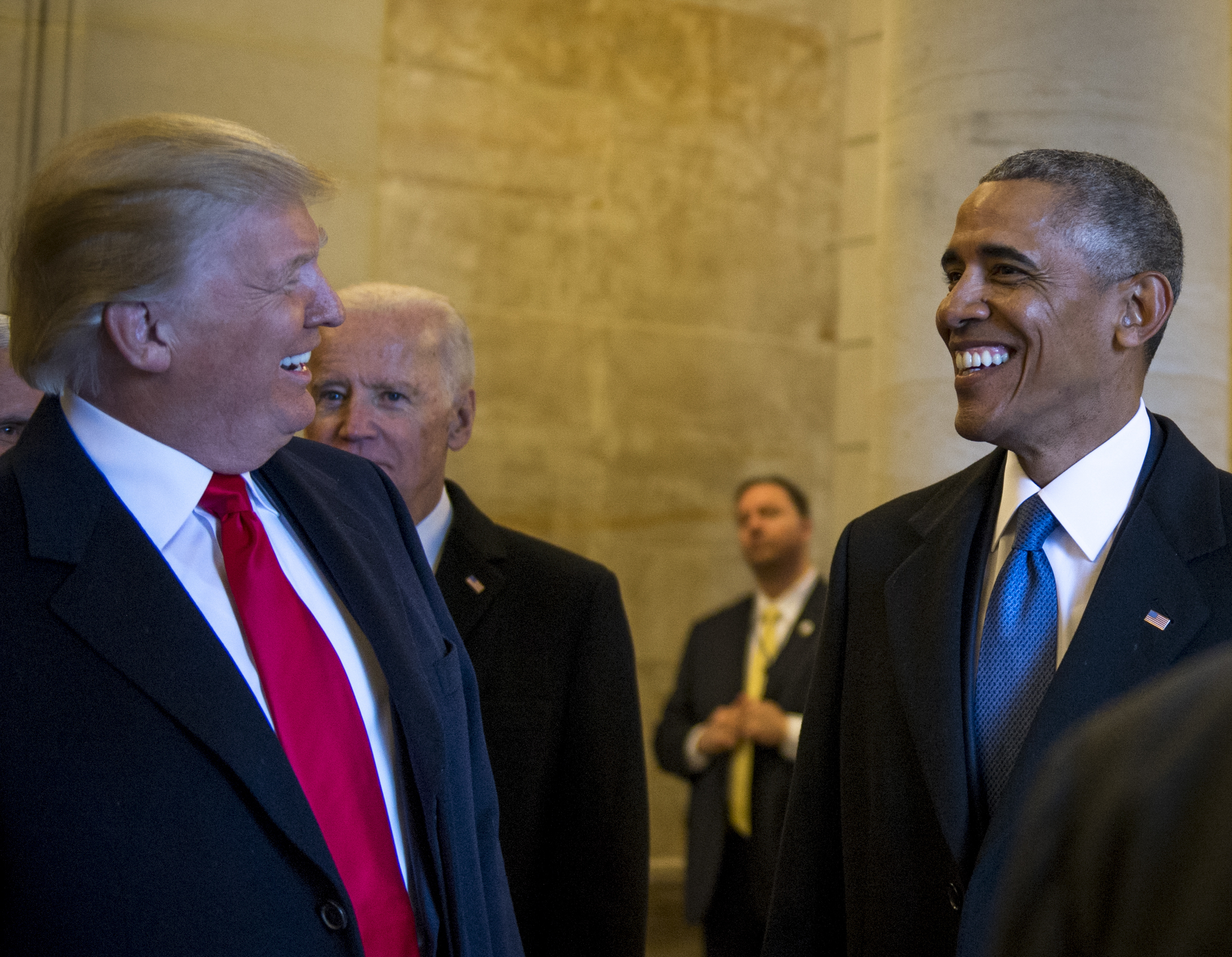
버락 오바마와 취임식 날 도널드 트럼프. 조 바이든이 트럼프 뒤에 서 있다.

팩트체크.org, 폴리티팩트, 워싱턴 포스트의 팩트체커와 같은 사실 확인 기관들은 트럼프의 미국 쇠퇴 묘사가 "항상 현실과 일치하지 않았다"고 주장했다. 사실 확인 기관들은 특히 미국 폭력 범죄율이 1991년 최고치보다 훨씬 낮았고, 미국 경제는 75개월 연속 일자리를 늘렸으며, 실업률은 역사적 평균보다 현저히 낮았다고 지적했다. 또한 미국 복지 프로그램 참여율도 감소했다고 언급했다.
연설에서 트럼프는 자신의 선거 운동 구호인 "아메리카 퍼스트"를 경제 및 외교 정책 문제와 관련하여 반복했다. 트럼프의 이 문구 사용은 제2차 세계 대전에서 미국의 참전을 반대했던 미국 고립주의자들과의 연관성 때문에 논란이 되었다. 트럼프가 "외부 세계를 형성하는 데 있어 미국 권력의 역할에 대해 강한 주장을 하지 않은 것"은 로널드 레이건부터 조지 W. 부시까지 최근 공화당 대통령들의 취임 연설과는 다른 것이었으며, "지난 100년간 거의 모든 미국 대통령의 국제주의적 비전과 날카로운 단절을 의미했고 이는 베테랑 외교 정책 전문가들을 당혹스럽게 했다." 그럼에도 불구하고, 트럼프의 외교 정책 주제는 "많은 미국인뿐만 아니라 워싱턴의 초당적 외교 정책 기관에 대한 비판자들에게도 호소력"을 가졌다.

#### 축복기도
트럼프의 연설 후 세 명의 종교 지도자가 축복기도를 올렸고, 이로써 식 중 기도의 총 횟수는 기록적인 6회에 달했다. 프랭클린 그레이엄 목사, 뉴욕 대교구 티머시 M. 돌런 추기경, 새뮤얼 로드리게스 박사 목사, 폴라 화이트 목사, 마빈 히어 랍비, 웨인 T. 잭슨 주교가 축복기도를 올렸다. 재키 이뱅코는 미국 국가를 공연하며 식을 마무리했다.

### 식후 행사
취임식이 끝난 후, 트럼프 대통령, 멜라니아 트럼프 퍼스트 레이디, 마이크 펜스 부통령, 카렌 펜스 세컨드 레이디는 버락 오바마 전 대통령과 미셸 오바마 전 퍼스트 레이디를 미국 국회의사당 동쪽 편 출정식장으로 에스코트했다. 트럼프 부부는 오바마 부부와 헬리콥터가 그들을 앤드루스 합동기지로 수송할 헬리콥터 기지에서 작별 인사를 나누고 다시 국회의사당 계단으로 돌아와 오바마 부부의 헬리콥터가 이륙하는 것을 보며 손을 흔들었다. 한편, 바이든 부부는 리무진을 타고 유니온 역으로 가서 윌밍턴행 기차를 탔다. 오찬 전, 그리고 전통에 따라 트럼프 대통령은 국회의사당의 대통령의 방에서 첫 대통령 명령에 서명했고, 그 후 오찬을 위한 방명록에 서명했다.

트럼프 대통령 부부가 미국 국회의사당 동쪽 정면에서 버락 오바마 전 대통령 부부에게 작별 인사를 하고 있다.

다음으로 트럼프는 자신의 내각 및 여러 부처 고위 관료들의 지명을 상원에 공식적으로 제출하기 위한 명령에 서명했다. 그가 서명한 첫 번째 법안은 퇴역한 제임스 매티스 장군을 국방부 장관으로 지명하는 것을 허용하는 국가안보법 면제안이었다. 국가안보법(1947)은 퇴역 군인이 국방장관직을 맡기 전에 7년의 대기 기간을 요구한다. 매티스는 해리 S. 트루먼 대통령 아래에서 복무했던 조지 마셜에 이어 이러한 면제를 받은 두 번째 국방장관이 되었다. 전통에 따라 트럼프는 다양한 기념 펜을 사용하여 내각 지명에 서명했고, 모여 있던 의원들과 손님들에게 나눠주었다. 펜은 전통적으로 정치인이나 행위의 영향을 받은 개인, 또는 그 실행에 중요한 역할을 한 사람들에게 선물로 주어진다.
트럼프는 또한 자신의 취임식을 국가 애국심 헌신의 날로 선포하는 포고령에 서명했다. 그는 자신의 취임식을 국가 갱신과 화해의 날로 선언했던 버락 오바마와 지미 카터 및 로널드 레이건과 같은 전 대통령들의 이전 애국심 기간 선언을 따랐다.
트럼프는 서명식에서 아내와 자녀, 그리고 여러 손주들과 함께 로이 블런트 상원의원, 미치 매코널 상원의원, 척 슈머 상원의원 등 합동 의회 취임 위원회 위원장들, 그리고 폴 라이언, 케빈 매카시, 낸시 펠로시 의회 지도자들과 동행했다. 식 중, 의원들은 트럼프 대통령과 농담을 나누었고, 트럼프는 참석자들에게 펜을 나누어 주었다 (예: 일레인 차오의 지명 펜을 낸시 펠로시에게 주면서 트럼프는 "둘 다 여자라서"라고 말했다), 그리고 나서 받기 위해 요청하는 것이 아니라 주기 위해 펜을 교환했다 (낸시 펠로시는 일레인 차오의 지명 펜을 차오의 남편인 미치 매코널에게 주었다). 트럼프 부부와 펜스 부부는 그 후 미 국회의사당에서 취임 오찬에 참석했고, 거기서부터 백악관의 대통령 관람석으로 이동하여 퍼레이드를 관람했다.

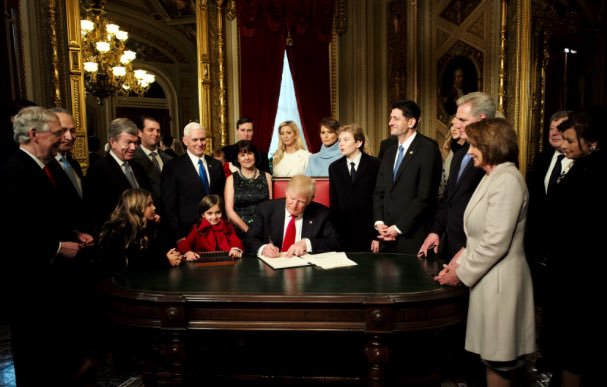
트럼프 대통령이 취임 후 첫 공식 명령에 서명하고 있으며, 내각 지명도 포함되어 있다.

### 오찬
트럼프 부부와 펜스 부부는 미국 국회의사당 국립 조각상 홀에서 취임 오찬을 위해 여러 의회 손님들과 합류했다. 손님 중에는 워싱턴의 최고 의원들과 전 대통령 및 부통령들이 포함되었다. 오찬에서의 공식 연설에서 트럼프는 참석자들에게 2016년 선거에서 자신의 상대였던 힐러리 클린턴에게 기립 박수를 보내달라고 요청했다.
미 국회의사당에서의 오찬은 1953년부터 취임 프로그램의 일부였다 (그 이전에는 오찬이 보통 백악관에서 퇴임하는 대통령 부부가 주최했다). 2017년 취임 오찬의 메뉴는 과거에 새로운 대통령과 부통령의 고향 주를 대표하는 요리를 주로 선보였던 것과는 달리, 전국 각지의 전통적인 요리들을 포함했다. 첫 번째 코스는 사프란 소스와 땅콩 크럼블을 곁들인 메인 랍스터와 걸프 새우로 구성되었으며, J. 로어 2013 아로요 비스타 샤르도네가 함께 제공되었다. 두 번째 요리는 다크 초콜릿과 향나무속 주스를 곁들인 세븐 힐스 앵거스 소고기와 감자 그라탱이었으며, 나파 밸리 카베르네 소비뇽이 함께 나왔다. 디저트로는 초콜릿 수플레와 체리 바닐라 아이스크림이 코벨 캘리포니아 샴페인과 함께 제공되었다. 1985년부터 그림이 주 테이블의 배경으로 사용되어 왔다. 2017년 취임 오찬에는 조지 케일럽 빙엄의 "대중의 판결"이라는 그림이 걸렸는데, 이 그림은 미주리 주와 그 시민들이 역사학자들이 노예 제도를 지지하는 후보의 선거 승리를 축하하고 애도하는 모습을 묘사하고 있다.

### 퍼레이드

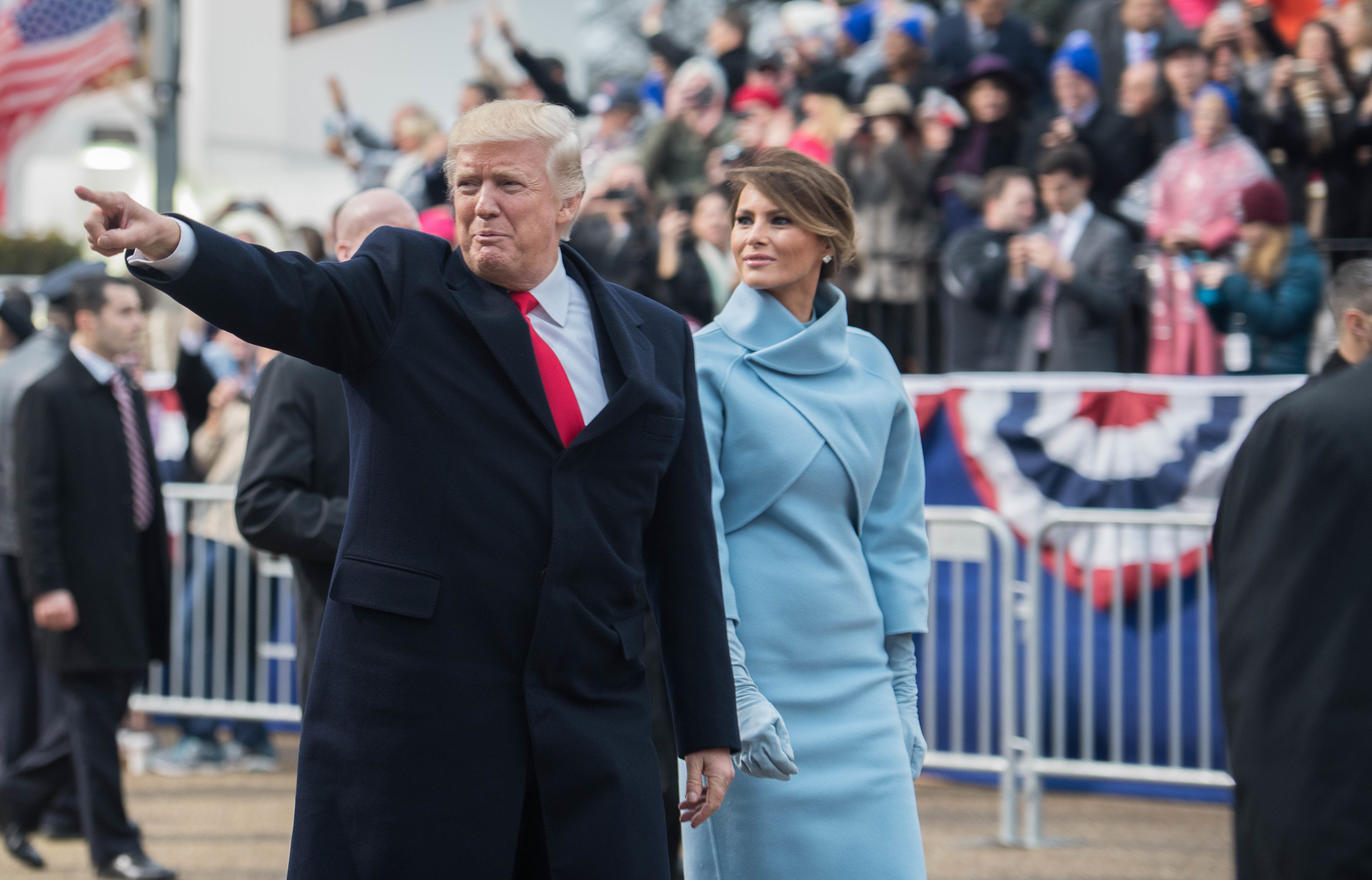
펜실베이니아 애비뉴에서 퍼레이드 길을 걷는 도널드 트럼프 대통령과 멜라니아 트럼프 퍼스트 레이디

오찬 후, 트럼프, 펜스, 그리고 그들의 아내들은 미국 국회의사당 동쪽 정면에서 병사들로 구성된 의장대를 사열한 후 퍼레이드를 시작했다. 취임 퍼레이드 경로는 펜실베이니아 애비뉴 NW를 따라 미 국회의사당에서부터 시작하여 백악관 북쪽 정면에서 끝났다. 퍼레이드 대부분 동안 트럼프 대통령과 멜라니아 트럼프 퍼스트 레이디는 잠재적인 보안 위협 때문에 대통령이 사용하는 방탄 리무진을 타고 이동했다. 대통령과 퍼스트 레이디는 퍼레이드 구간 동안 두 번 리무진에서 내려 펜실베이니아 애비뉴를 걸었다. 이는 오랜 관습이었다. 마이크 펜스 부통령과 그의 아내 카렌도 자녀들과 함께 여러 지점에서 퍼레이드 길을 걸었다.
퍼레이드는 취임식이 끝난 후 오후와 저녁 초에 약 두 시간 동안 진행되었다. 합동 의회 취임 위원회에 따르면, 퍼레이드 참가자는 8,000명 이상이었고, "고등학교 및 대학교 마칭 밴드, 기마 부대, 응급 구조대원, 재향 군인 단체 등 40개 단체를 대표했다." 미국 군대의 각 병과도 대표되었다.
마이크 펜스 부통령은 인디애나주에서 몇몇 단체들을 인디애나 섹션 퍼레이드에 초대했는데, 여기에는 인디애나폴리스 메트로폴리탄 경찰국 드릴 팀, 컬버 군사학교, 그리고 펜스의 고향인 콜럼버스 (인디애나주)의 콜럼버스 노스 고등학교 마칭 밴드가 포함되었다. 퍼레이드가 끝난 직후, 트럼프는 오벌 오피스로 가서 대통령으로서 첫 행정 명령에 서명했는데, 여기에는 오바마케어를 해체하는 절차를 시작하는 명령이 포함되었다.

### 취임 무도회

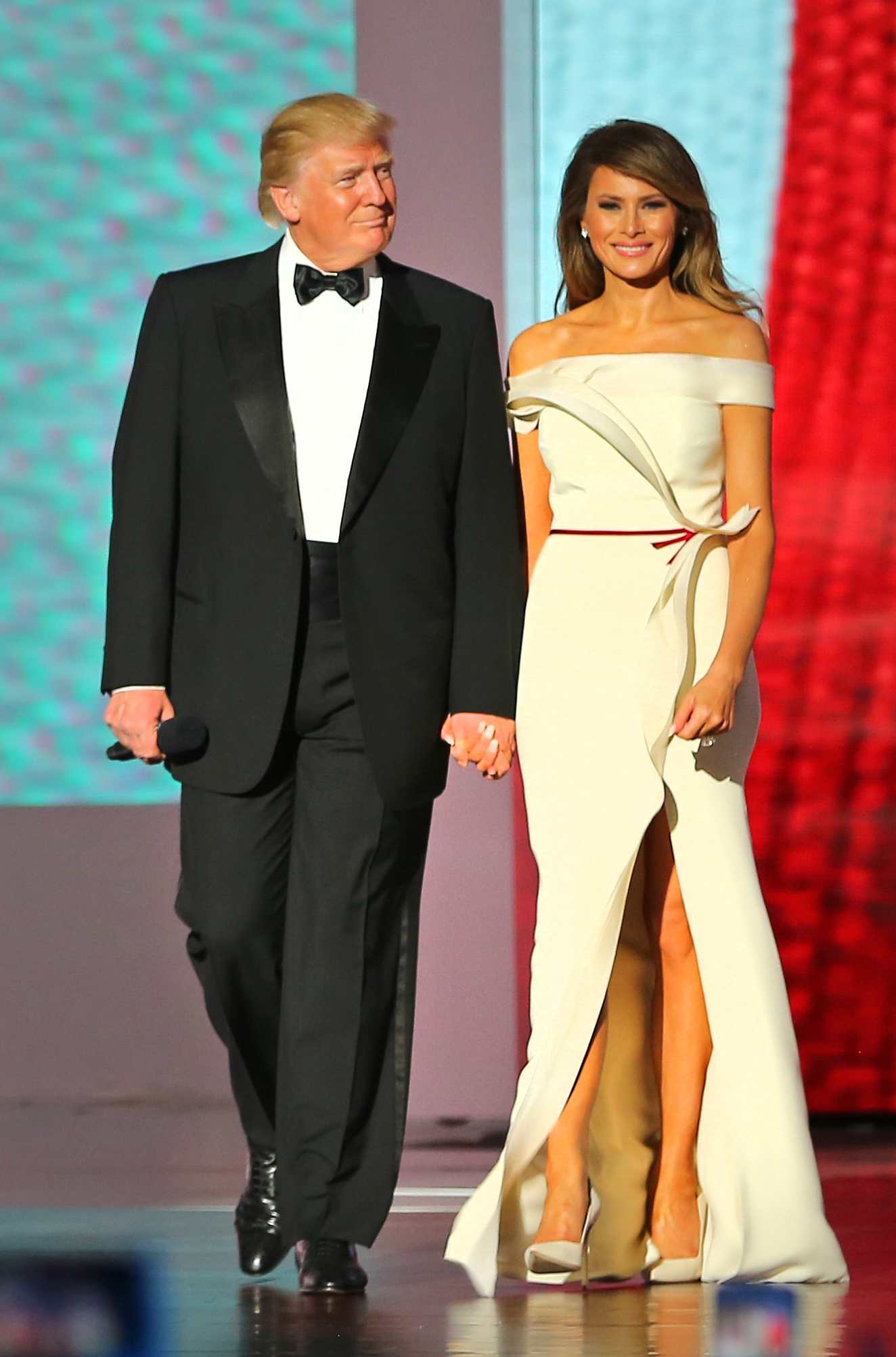
취임식 저녁 리버티 볼에 참석한 대통령과 퍼스트 레이디

도널드 트럼프 대통령과 멜라니아 트럼프 퍼스트 레이디는 2017년 1월 20일 저녁 세 차례의 공식 취임 무도회에 참석했으며, 이들은 "자유와 해방: 공식 대통령 취임 무도회"라는 이름으로 열렸다. 도널드 트럼프는 전통에 따라 클래식한 검은 턱시도에 흰색 셔츠, 검은 보타이를 착용했다. 멜라니아 트럼프는 프랑스-미국 패션 디자이너 에르베 피에르가 디자인한 흰색 오프숄더 민소매 가운을 입었다. 피에르는 또한 로라 부시, 힐러리 클린턴, 미셸 오바마 등 영부인들을 위해 드레스를 디자인했으며, 멜라니아 트럼프의 스타일리스트로도 수년간 활동했다. 드레스는 앞트임, 프릴 장식, 허리를 조이는 얇은 빨간색 벨트가 특징이었다.

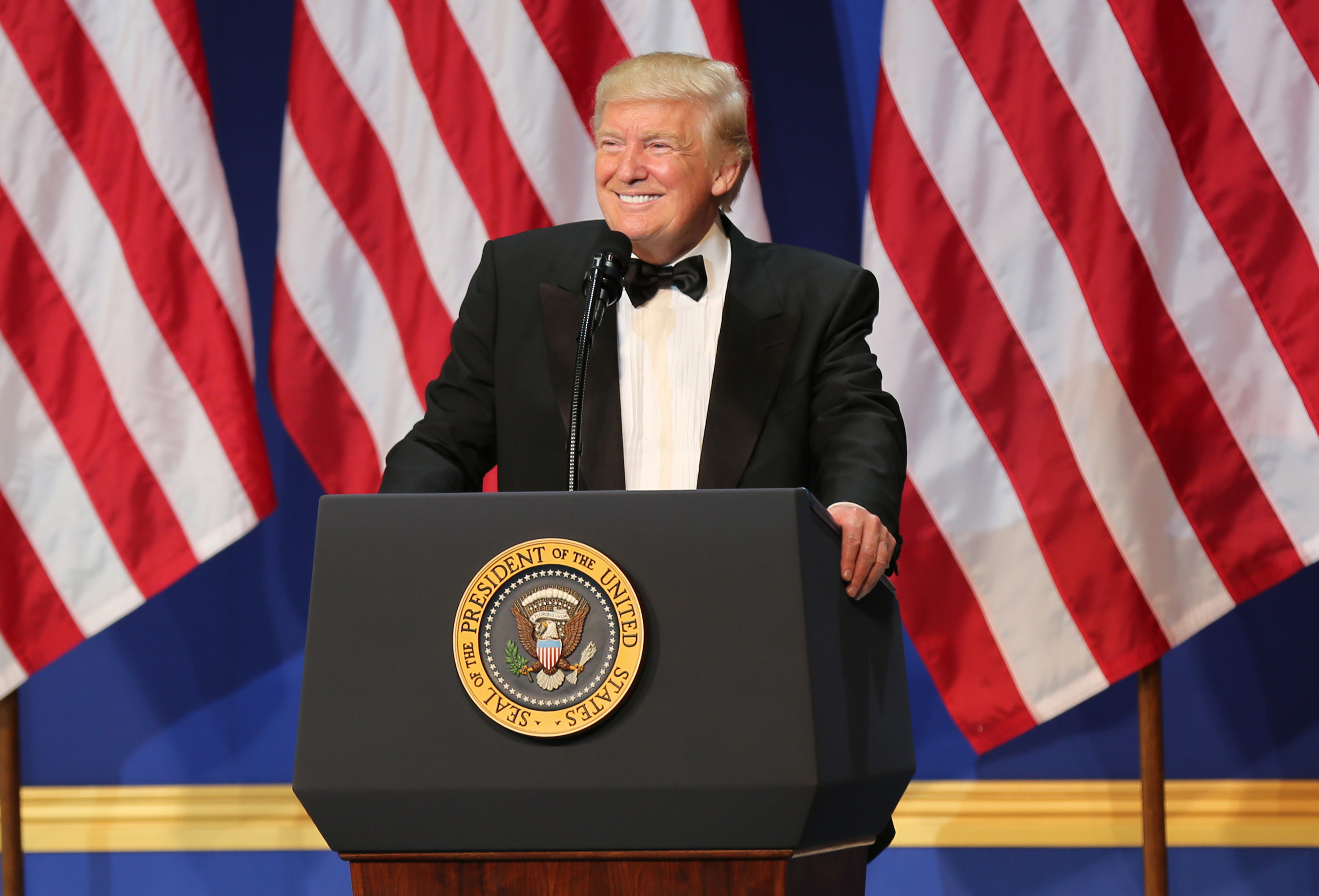
무장군인 무도회에서 연설하는 트럼프 대통령

월터 E. 워싱턴 컨벤션 센터에서 열린 두 공식 무도회 중 하나인 리버티 볼은 대통령과 영부인이 참석한 저녁 첫 행사였다. 트럼프 부부는 첫 곡으로 프랭크 시나트라의 "마이 웨이"를 선택했으며, 미국 재즈 가수 에린 보헴이 연주했다. 취임 무도회 접근성을 높이기 위해, 대통령 취임 위원회는 리버티 볼 또는 프리덤 볼 티켓을 50달러에 제공하여 최근 역사상 가장 저렴한 취임 무도회를 만들 계획이라고 발표했다. 트럼프 부부가 참석한 두 번째 무도회는 월터 E. 워싱턴 컨벤션 센터에서 열린 프리덤 볼이었으며, 리버티 볼과 마찬가지로 "My Way"에 맞춰 첫 춤을 추었다.
대통령과 영부인이 참석한 세 번째 무도회는 국립 건축 박물관에서 열린 국군 무도회였다. 대통령 취임 위원회에 따르면 이 무도회는 초대 전용이었으며, "현역 및 예비군, 명예훈장 수여자, 부상 군인, 군인 가족, 참전 용사 및 응급 구조대원"에게 무료 티켓이 제공되었다. 무도회 시작 시 트럼프와 그의 아내 멜라니아는 모인 장병들에게 연설했고, 그 후 아프가니스탄의 바그람 공군 기지에 주둔한 현역 군인들과 위성 통화로 대화했다. 트럼프는 총사령관 취임 축하에 대해 현역 군인들에게 감사했다. 토니 올랜도와 조시 웨더스 밴드가 국군 무도회에서 공연했다.
대통령과 영부인, 그리고 부통령과 세컨드 레이디가 국군 무도회에서 군인들과 함께 춤을 추는 것은 전통이다. 카렌 펜스 세컨드 레이디와 춤을 춘 앤젤 로드리게스 병장은 춤 스타일, 특히 세컨드 레이디를 빙빙 돌리는 모습으로 주목을 받았는데, 이는 티파니와 에릭 트럼프에게서 즐거운 웃음을 유발했다.

### 기도회

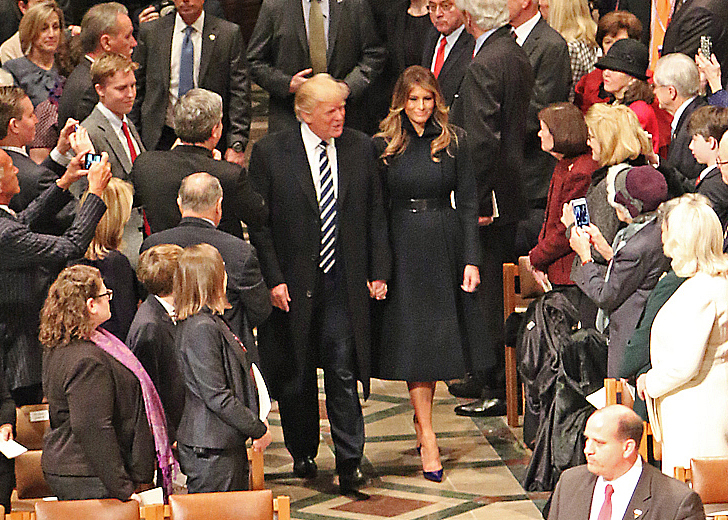
전국 기도회 참석을 위해 워싱턴 국립 대성당에 도착한 트럼프 대통령과 멜라니아 트럼프 퍼스트 레이디

1월 21일, 트럼프 대통령, 멜라니아 트럼프 퍼스트 레이디, 펜스 부통령, 카렌 펜스 세컨드 레이디는 워싱턴 국립 대성당에 모여 전국 기도회에 참석했는데, 이는 초대 대통령인 조지 워싱턴부터 이어져 온 전통이다. 교인 중에는 다양한 종교의 20명 이상의 종교 지도자들이 있었다. 거대세포바이러스를 안고 태어난 20세 보컬 마를라나 반후스가 식에서 "주 하나님 지으신 모든 세계"를 불렀다. 멜라니아 트럼프는 공연 내내 감격스러워했으며, 공연이 끝난 후 기립 박수를 유도했다. 예배는 로즈마리 던컨 목사, 유대교 칸토르 미하일 마네비치, 무슬림 이맘 모하메드 마지드의 기도 초청으로 시작되었다. 성직자들은 연민과 다양성을 강조했다.

## 군중 규모
| 연도                | 참석자 수 |
| ------------------- | --------- |
| 클린턴 (1993)       | 800,000   |
| 클린턴 (1997)       | 250,000   |
| 조지 W. 부시 (2001) | 300,000   |
| 조지 W. 부시 (2005) | 400,000   |
| 오바마 (2009)       | 1,800,000 |
| 오바마 (2013)       | 1,000,000 |
| 트럼프 (2017)       | 600,000   |

행사 전에 연방 및 지방 기관들은 70만에서 90만 명 사이의 인파를 예상하며 준비했다. 트럼프는 자신의 취임식에 "믿을 수 없을 정도로, 아마도 기록적인 인파"가 모일 것이라고 예측했다.
미국 국립공원관리청은 내셔널 몰에서 열리는 행사에 대한 군중 추정치를 공개하지 않는다. 따라서 워싱턴 수도권 교통국 (WMATA)의 대중교통 이용 통계와 공중 이미지를 사용하여 군중 규모를 추정한다.
WMATA는 트럼프 취임식 날 오전 11시 이전에 메트로 이용객이 193,000명이었고, 하루 종일 570,557명이었으며, 이는 평일 평균 이용객 639,000명보다 낮았다고 보고했다. USA 투데이는 퍼레이드 경로를 따라 "상당한 수"의 빈 좌석이 있었다고 보도했다.

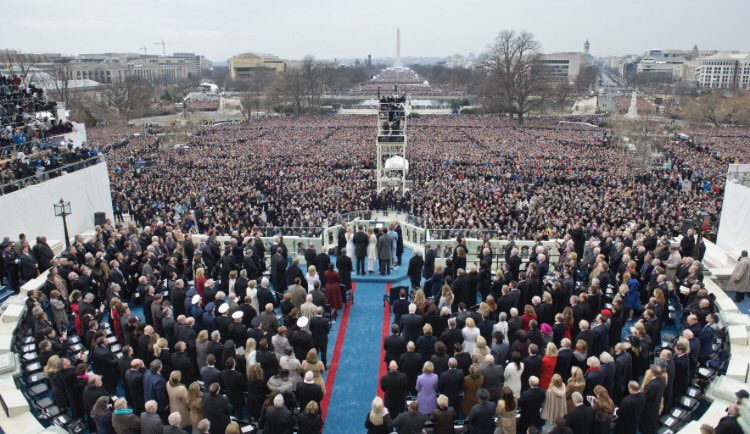
도널드 트럼프 대통령 취임식

뉴욕 타임스가 인용한 군중 계산 전문가들은 트럼프의 연설 직전 내셔널 몰 지역에 약 16만 명이 있었다고 추정했다. 군중 과학 교수 키스 스틸은 총 참석자 수를 30만 명에서 60만 명으로 추정했으며, 이는 오바마의 2009년 취임식에 참석한 110만 명에서 180만 명의 약 3분의 1에 불과했다. – 이는 특정 시점에 내셔널 몰에 모인 총 인원수 기록을 세웠고, 미국 최초의 아프리카계 미국인 대통령 취임을 기념하는 행사였다. CNN은 해당 지역의 기가픽셀 파노라마를 제공했다.

### 행정부의 대응
1월 21일 기자회견에서 트럼프의 백악관 대변인 숀 스파이서는 군중이 "직접 그리고 전 세계적으로 취임식을 지켜본 역대 가장 큰 규모의 청중이었다"고 말하며, 언론이 "취임식의 열기를 줄이기 위해" 허위 군중 추정치를 보도했다고 비난했다. 스파이서는 또한 트럼프 취임식 날 메트로를 420,000명이 탔고, 오바마의 취임식 날에는 317,000명만이 탔다고 진술했다. 실제로 트럼프 취임식 날 메트로 이용은 570,557회였고, 오바마의 2009년 취임식 날은 110만 명, 2013년 취임식 날은 782,000명이었다. 오전 11시 기준 이용객 수는 각각 193,000명, 513,000명, 317,000명이었다.
수많은 출처에서 스파이서의 주장이 부정확하며, 많은 이들이 그가 의도적으로 수치를 잘못 진술했다고 비난했다. 이에 대해 도널드 트럼프의 고문이자 대변인인 켈리앤 콘웨이는 NBC의 척 토드와의 인터뷰에서 스파이서가 단지 "대안적 사실"을 제시했을 뿐이라고 말했다. 토드는 "대안적 사실은 사실이 아니다. 그것은 거짓말이다"라고 응수했다.
1월 23일, 스파이서는 WMATA 승객 수에 대한 자신의 오류를 인정하며, 자신에게 주어진 통계에 의존했다고 밝혔다. 그러나 그는 취임식이 가장 많이 시청되었다는 주장을 고수하며, 자신의 추정치에는 직접 참석 및 텔레비전 시청 외에 온라인 시청도 포함했다고 밝혔다. 스파이서의 역대 최대 시청자 수 주장은 여전히 부정확한 것으로 나타났는데, 닐슨에 따르면 12개 네트워크를 통해 3,060만 명의 시청자가 있었고, 오바마는 3,780만 명, 로널드 레이건은 4,180만 명이었다. 온라인 시청률의 경우, 스파이서 자신은 CNN이 제공한 1,690만 건의 스트리밍을 인용했다. 그러나 CNN은 2009년 오바마 취임식에서 거의 2,700만 건의 스트림을 제공했다. CNN은 2009년에 770만 명이 온라인으로 취임식을 시청했고, 당일 CNN 웹사이트에서는 거의 2,700만 명이 어떤 종류의 스트리밍 비디오를 시청했다고 보고했다. 2017년 트럼프 취임식에 대한 NBC의 유튜브 라이브 스트림은 하루 만에 800만 회 이상의 조회수를 기록했다.
신임 행정부는 미국 내무부의 트위터 계정을 잠시 폐쇄했다. 미국 국립공원관리청의 공식 트위터 계정은 백악관 웹사이트의 "정책 분야 누락"과 트럼프 및 오바마의 군중 규모에 대한 두 개의 트윗을 리트윗했다. 국립공원관리청 대변인은 "실수 리트윗"에 대해 사과했다.
취임식이 끝난 다음 날 아침, 트럼프는 미국 국립공원관리청의 마이클 T. 레이놀즈 직무대행에게 전화하여 취임식 날 군중의 추가 항공 사진을 촬영하도록 직접 지시했다. 레이놀즈와 국립공원관리청은 지시를 따랐으나, 추가 사진들은 "트럼프의 주장대로 군중 규모가 100만 명 이상이라는 것을 증명하지 못했다." 2018년 9월, 정보 공개법 요청에 따라 공개된 문서들은 레이놀즈와 국립공원관리청이 대통령의 지시에 따라 군중 규모를 더 크게 보이도록 취임식 사진을 자르고 수정했다는 것을 보여주었다.

### 수정된 사진
2018년 9월, 한 정부 사진작가는 트럼프의 요청에 따라, 취임식 사진을 수정하여 군중이 더 많아 보이도록 했다는 사실을 인정했다: "그 사진작가는 대통령 취임 첫날 트럼프가 요청한 새로운 사진 세트를 위해 '군중이 끝나는 곳'의 빈 공간을 잘라냈는데, 이는 2009년 버락 오바마의 취임식보다 자신의 청중이 적게 나타난 사진에 트럼프가 분노했기 때문이었다."

## 시위 및 시위

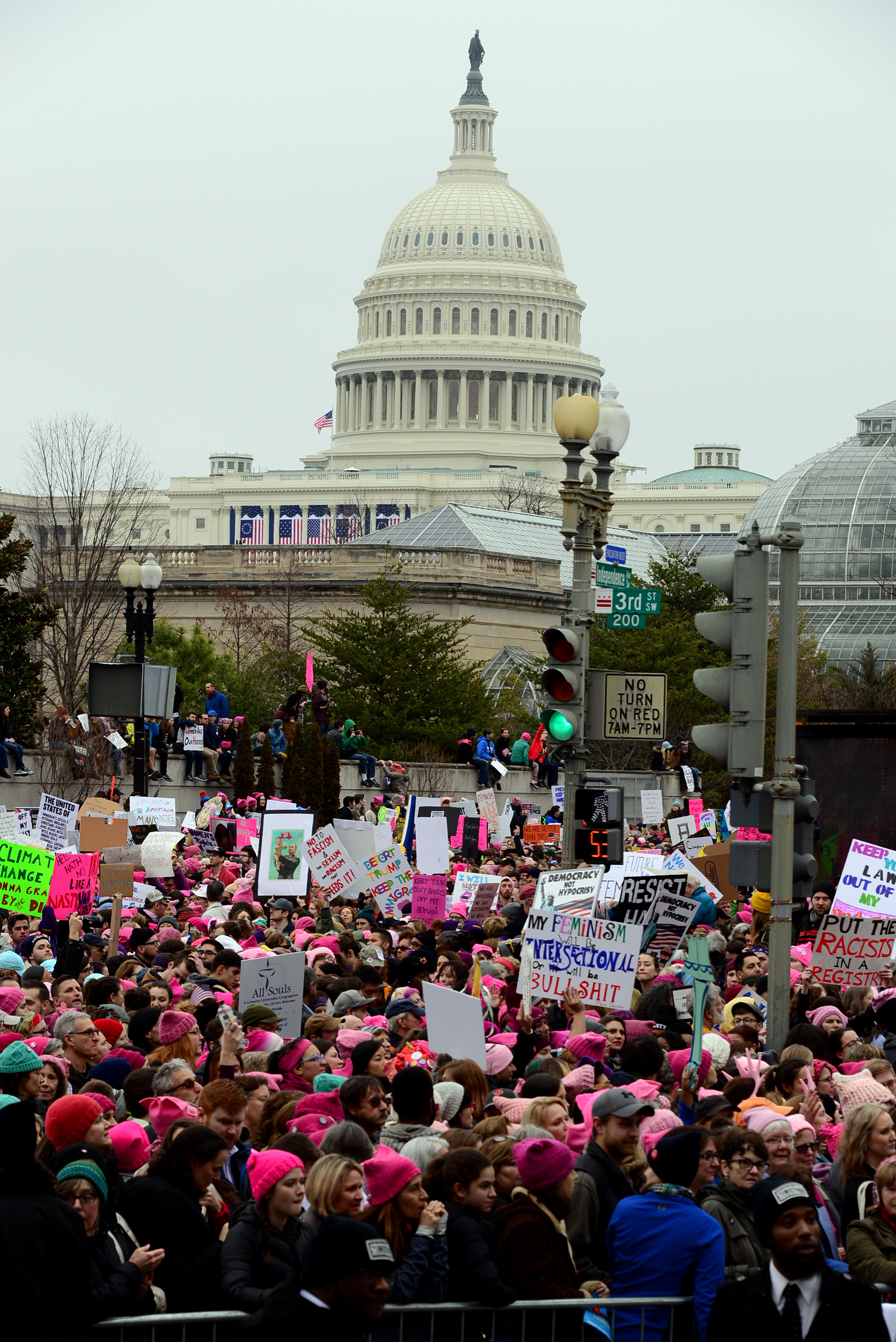
워싱턴 D.C. 시위

12월 중순 현재 트럼프 취임식에 대한 시위 허가 신청은 20건에 달했으며, 여기에는 바이커스 포 트럼프와 취임식 다음 날 열린 2017년 여성 행진이 포함되었다. 거의 200개의 운동 단체와 조직의 지지를 받았으며, 취임식보다 약 3배 많은 참가자를 끌어모은 여성 행진은 인종 및 성 평등, 저렴한 의료 서비스, 낙태 권리 및 투표권을 위한 시위를 벌였다.
바이커스 포 트럼프는 2016년 크리스 콕스가 설립했다. 이 그룹의 목표는 오토바이를 타고 오하이오 주 클리블랜드로 가서 2016년 공화당 전당대회를 돕고 트럼프를 지지하는 것이었다.
시위는 워싱턴 D.C.에서 취임식 동안 발생했다. 시위대의 압도적 다수인 수천 명은 평화로웠다. 디스럽트J20 시위대는 보안 검문소에서 팔짱을 끼고 검문소를 폐쇄하려고 시도했다. 시위대의 일부는 블랙 블록 그룹과 자칭 아나키스트였으며, 산발적인 기물 파손, 폭동, 폭력 행위에 가담했다. 경찰관 6명이 경미한 부상을 입었고, 최소 한 명의 다른 사람이 부상을 입었다.
총 234명이 폭동 혐의로 체포되었으며, 이는 정부가 지나치게 개입했다는 비난을 불러일으키는 논란의 여지가 있는 재판으로 이어졌다. 결국 21명의 피고인이 유죄를 인정했고, 나머지 피고인들은 모두 무죄 방면되거나 검찰이 기소를 취하했으며, 정부는 어떤 재판에서도 유죄 판결을 얻지 못했다. 2017년 12월, 1월 20일 사건과 관련하여 재판을 받은 첫 6명은 배심원단에 의해 모든 혐의에 대해 무죄 판결을 받았다. 다른 20명의 피고인은 유죄를 인정했고 검찰은 다른 20명에 대한 기소를 취하했다. 2018년 1월, 검찰은 나머지 129명의 피고인에 대한 혐의를 취하했다. 2018년 5월, 검찰은 7명의 피고인에 대한 혐의를 취하했는데, 이는 법원이 검찰이 법원에 고의적인 허위 진술을 했고 브래디 규칙을 위반하여 피고인에게 면책 증거를 숨겼다는 것을 발견한 이후였다. 검찰은 또한 다른 사람들에 대한 혐의를 경감했다. 마지막으로 2018년 7월, 정부는 남아있는 모든 피고인에 대한 혐의를 취하했다.
미국 하원의원 67명이 트럼프의 취임식에 참석하지 않겠다고 밝혔는데, 이는 "그들이 그의 우려스럽고 분열적인 정책, 그의 선거에 대한 외국의 간섭, 그리고 조지아 주 출신 의원이자 시민권 운동의 상징인 존 루이스 (정치인)에 대한 그의 비판"을 이유로 들었다.

## 시청률
닐슨 레이팅스에 따르면 미국 내 취임식 TV 시청률은 3,060만 명으로 2013년 오바마의 두 번째 취임식 (2,060만 명)보다 많았지만, 2009년 오바마의 첫 취임식 (3,800만 명)과 1981년 레이건의 첫 취임식 (4,200만 명)보다는 적었다. 트럼프의 취임식은 트위터 개설 10년간 가장 많이 스트리밍된 비디오가 되었으며, 680만 회 이상의 조회수를 기록했다.
폭스 뉴스 채널, CNN, MSNBC 등 3대 주요 케이블 뉴스 네트워크에서 트럼프가 취임 선서를 하고 취임 연설을 하는 것을 시청한 사람은 1,663만 명이었다. 2009년 오바마의 시청자 수는 1,706만 명으로 더 많았고, 2013년에는 673만 명으로 더 적었다. 닐슨 데이터에 따르면, 트럼프의 취임식을 생중계한 12개 네트워크에서 시청한 사람은 3,064만 명이었다.
| 케이블 뉴스 네트워크 |
| 방송 네트워크        |

| 네트워크       | 시청자 수  |
| -------------- | ---------- |
| 폭스 뉴스 채널 | 11,768,000 |
| CNN            | 3,375,000  |
| MSNBC          | 1,487,000  |

| 네트워크       | 시청자 수 |
| -------------- | --------- |
| 폭스 뉴스 채널 | 6,958,000 |
| CNN            | 4,528,000 |
| MSNBC          | 1,621,000 |

| 네트워크       | 시청자 수 |
| -------------- | --------- |
| 폭스 뉴스 채널 | 8,771,000 |
| NBC            | 5,895,000 |
| ABC            | 4,899,000 |
| CBS            | 4,653,000 |
| CNN            | 2,610,000 |
| MSNBC          | 1,377,000 |

출처: 애드위크

## 조사
트럼프의 취임식과 관련된 여러 조사가 시작되었다:
- 미국 하원 정보위원회는 러시아의 선거 개입에 대한 위원회의 조사를 방해하려는 시도와 트럼프 측근과 러시아 관리 및 스파이 간의 의심스러운 연계에 대한 조사를 진행했다.[187][188][189]
- 하원 사법위원회는 트럼프와 트럼프 행정부의 잠재적인 사법 방해 및 권력 남용에 대한 조사를 진행했다.[189]
- 뉴욕 남부 지방 검찰청은 트럼프 취임 위원회가 FEC 보고서를 허위로 제출했거나 외국인으로부터 불법 기부를 받았는지 여부에 대한 조사를 진행했다. 이 조사는 트럼프의 개인 변호사이자 "해결사"인 마이클 코언이 취임식 계약자인 스테파니 윈스턴 울코프와 잠재적인 불규칙성을 논의하는 내용의 FBI에 압수된 녹음에서 부분적으로 비롯되었다.[189]
- 뉴욕 동부 지방 검찰청은 트럼프 선거 운동 및 취임식의 주요 후원자인 엘리엇 브로이디의 사업 및 정치적 거래와 관련된 조사를 진행했다.[189]
- 뉴저지 주 법무장관은 트럼프 취임 위원회에 대한 기부금과 관련하여 조사를 진행했다.[189]
- 컬럼비아 특별구 법무장관은 취임 위원회에서 트럼프의 자녀들인 도널드 트럼프 주니어, 이방카 트럼프, 에릭 트럼프의 역할과 트럼프 인터내셔널 호텔 및 트럼프 기업에 대한 지불금과 관련하여 조사를 진행했다.[189]

### 특검팀의 조사
2018년 4월, 특검 조사팀이 취임 위원회의 재정을 조사하고 있다는 뉴스 보도가 나왔다. 검찰은 미국 공항에 도착한 여러 러시아 과두정치인들을 대상으로 취임 위원회나 트럼프 선거 운동 자체에 러시아 자금이 불법적으로 흘러들어갔는지 여부를 질문했다. 로버트 뮬러 팀은 배락과 다른 증인들을 심문했으며, "러시아, 사우디아라비아, 아랍에미리트, 카타르와 연관된 기부자들"에 대해 질문했다고 보도되었다. FBI의 방첩 요원들은 취임식 직후 이러한 가능성에 대해 조사하기 시작했으며, 취임식과 그에 수반된 특별 행사에 참석한 수많은 부유한 러시아인들이 그들의 관심을 불러일으켰다.
2018년 8월, 트럼프 선거 운동 위원장 폴 매너포트의 동료인 미국 정치 컨설턴트 W. 새뮤얼 패튼은 연방 법원에서 대통령 취임 위원회에 불법적으로 외국 자금을 유입한 것과 관련하여 외국인 대리인으로 등록하지 않은 혐의에 대해 유죄를 인정했다. 패튼은 5만 달러가 우크라이나 사업가로부터 미국 시민에게 대리 기부 방식으로 전달되어 취임식 티켓 4장을 대가로 위원회에 기부되도록 주선했다고 인정했다. 패튼은 또한 이 문제에 대해 미국 상원 정보위원회에 오도하는 증언을 한 것도 인정했다. 관대한 형량 추천을 대가로 패튼은 유죄를 인정하고 로버트 뮬러가 이끄는 특검 조사팀에 협력하기로 합의했다.
법원 문서에서 검찰은 패튼이 "외국인 A"로 식별된 러시아 국적자와 로비 및 컨설팅 회사를 설립했다고 썼다. 이 회사는 우크라이나의 야권전선과 "외국인 B"로만 식별된 저명한 우크라이나 사업가를 포함한 일부 야권전선 의원들에게 자문을 제공한 대가로 돈을 받았다. 워싱턴 포스트와 뉴욕 타임스는 콘스탄틴 킬림니크 (검찰이 러시아 정보 요원으로 주장하는 매너포트 동료)를 "외국인 A"로, 세르히 료보치킨 (친러 성향의 전 우크라이나 대통령 빅토르 야누코비치의 전 보좌관)을 "외국인 B"로 식별했다. 킬림니크는 트럼프 취임식에 참석했다.

### 뉴욕 지방 검찰청의 조사
월스트리트 저널과 뉴욕 타임스는 2018년 12월 맨해튼과 브루클린의 연방 검찰이 중동 외국인들이 대리 기부자를 이용하여 트럼프의 취임 위원회와 친트럼프 슈퍼 PAC에 불법적으로 기부금을 전달함으로써 미국 정책에 대한 영향력을 매수하려 했는지 여부를 조사하고 있다고 보도했다.
트럼프 취임 위원회는 2019년 2월 4일 연방 검찰로부터 소환장을 받았다. SDNY의 소환장은 위원회의 기부자, 재정, 참석자 및 활동과 관련된 포괄적인 문서들을 요구했다. 소환장에는 관심 인물로 모금가 이마드 주베리가 지명되었다. 소환장은 미국 정부를 사취하려는 음모, 돈세탁, 허위 진술, 우편 및 전신 사기, 공개 위반 및 외국 국가의 기부 금지 혐의를 포함한 것으로 보도되었다.

### 뉴저지 주 법무장관의 조사
뉴저지 주 법무장관은 2019년 2월 취임 위원회에 문서 소환장을 발부했다.

### 트럼프와 D.C. 법무장관의 합의
컬럼비아 특별구 법무장관 칼 라신 사무실은 2019년 2월 조사 일환으로 취임 위원회에 소환장을 송달했다. 2020년, 법무장관실은 취임 위원회가 취임 주간 동안 트럼프 인터내셔널 호텔에 100만 달러 이상을 부당하게 지불하여 D.C. 비영리 단체 법규를 위반했다고 고소했다. 라신은 취임 위원회가 트럼프 가족을 부유하게 하려는 계획의 일환으로 트럼프 호텔 공간에 대해 시장 가격보다 높은 요금을 지불했다고 말했다. 이방카 트럼프, 멜라니아 트럼프, 트럼프의 동료 토마스 배락 주니어에게서 기록이 소환되었다. 이방카 트럼프는 2020년 12월 소송의 일환으로 5시간 동안 증언했다. 2020년 5월, 트럼프는 75만 달러에 소송을 합의했으며, 트럼프 취임 위원회의 변호사에 따르면 합의금의 절반은 취임 위원회가, 나머지 절반은 트럼프 가족 회사들이 지불했다.

## 같이 보기
- 2025년 도널드 트럼프 대통령 취임식
- 도널드 트럼프 1기 행정부 취임 첫 100일
- 도널드 트럼프 1기 행정부
- 도널드 트럼프 1기 행정부 연표 (2017년 1분기)
- 도널드 트럼프 1기 행정부 연표 (2017년 2분기)
- 도널드 트럼프 2016년 대통령 선거 운동
- 2016년 미국 대통령 선거에 대한 러시아의 개입

### 비디오
- whitehouse.gov (2017년 1월 20일). “The Inauguration of the 45th President of the United States”. 2017년 2월 2일에 확인함 – YouTube 경유.
- 가디언 (2017년 1월 21일). “Donald Trump inauguration day”. 2017년 2월 2일에 확인함 – YouTube 경유. (기자단 풀 피드)
- Inaugural coverage by C-SPAN